# Hôtel de la Prévôté (Puy-en-Velay)
Pour les articles homonymes, voir Hôtel de la Prévôté.
L'hôtel de la Prévôté est un monument situé dans la ville du Puy-en-Velay dans le département de la Haute-Loire.
L'hôtel en totalité, y compris les décors intérieurs (escalier en vis, pièces voûtées, cheminées, sols en tomettes, vitraux), la cour, le jardin et le mur de clôture avec son portail roman sont inscrits au titre des monuments historiques par arrêté du 11 octobre 2004.